# Vernan Mesén
Vernan Mesén Araya (San José, 3 de febrero de 1973) es un exfutbolista costarricense quien se desempeñó como medio lateral, volante ofensivo. Debut profesional en el Municipal Pérez Zeledón y  su último club fue el Club Sport Herediano.

## Trayectoria
| Juegos      | 101 |
| ----------- | --- |
| Triunfos    | 42  |
| Empates     | 29  |
| Derrotas    | 30  |
| Goles       | 6   |
| Expulsiones | 2   |

Seleccionado Sub-23 con participación en los Juegos Panamericanos de Mar del Plata Argentina en 1995.
Subcampeón Interamericano con el Club Sport Cartaginés, final contra el Club Atlético Vélez Sarsfield 1996.

Subcampeón Nacional con el Club Sport Cartaginés final frente a la Liga Deportiva Alajuelense de temporada 1995-1996

## Clubes
| Club          | País       | Año       |
| ------------- | ---------- | --------- |
| Pérez Zeledón | Costa Rica | 1992-1995 |
| Cartaginés    | Costa Rica | 1995-1997 |
| Santa Bárbara | Costa Rica | 1997      |
| Herediano     | Costa Rica | 1998      |